# Похманка
Похманка — река в Свердловской области России. Устье реки находится в 109 км по левому берегу реки Пелым. Длина реки составляет 29 км. В 25 км от устья, по левому берегу реки впадает река Молва.
Система водного объекта: Пелым → Тавда → Тобол → Иртыш → Обь → Карское море.

## Данные водного реестра
По данным государственного водного реестра России относится к Иртышскому бассейновому округу, водохозяйственный участок реки — Тавда от истока и до устья, без реки Сосьва от истока до водомерного поста у деревни Морозково, речной подбассейн реки — Тобол. Речной бассейн реки — Иртыш.
Код объекта в государственном водном реестре — 14010502512111200012434.